# NBA G League Coach of the Year Award
L'NBA G League Coach of the Year Award è il premio conferito dalla NBA G League al miglior allenatore della stagione. Il vincitore riceve il Dennis Johnson Trophy, intitolato a Dennis Johnson, giocatore NBA che morì nel 2007 quando allenava gli Austin Toros della NBA D-League, come era nota al tempo.

## Vincitori
| Stagione  | Nazionalità | Allenatore          | Squadra                  |
| --------- | ----------- | ------------------- | ------------------------ |
| 2006-2007 | Stati Uniti | Bryan Gates         | Idaho Stampede           |
| 2007-2008 | Stati Uniti | Bryan Gates (2)     | Idaho Stampede           |
| 2008-2009 | Stati Uniti | Quin Snyder         | Austin Toros             |
| 2009-2010 | Stati Uniti | Chris Finch         | Rio Grande Valley Vipers |
| 2010-2011 | Stati Uniti | Nick Nurse          | Iowa Energy              |
| 2011-2012 | Stati Uniti | Eric Musselman      | Los Angeles D-Fenders    |
| 2012-2013 | Stati Uniti | Alex Jensen         | Canton Charge            |
| 2013-2014 | Stati Uniti | Conner Henry        | Fort Wayne Mad Ants      |
| 2014-2015 | Canada      | Scott Morrison      | Maine Red Claws          |
| 2015-2016 | Stati Uniti | Dan Craig           | Sioux Falls Skyforce     |
| 2016-2017 | Stati Uniti | Jerry Stackhouse    | Raptors 905              |
| 2017-2018 | Stati Uniti | Mike Miller         | Westchester Knicks       |
| 2018-2019 | Stati Uniti | Will Weaver         | Long Island Nets         |
| 2019-2020 | Austria     | Martin Schiller     | Salt Lake City Stars     |
| 2020-2021 | Stati Uniti | Stan Heath          | Lakeland Magic           |
| 2021-2022 | Palestina   | Mahmoud Abdelfattah | Rio Grande Valley Vipers |
| 2022-2023 | Stati Uniti | Ronnie Burrell      | Long Island Nets         |
| 2023-2024 | Bielorussia | Lindsey Harding     | Stockton Kings           |
| 2024-2025 | Stati Uniti | Scott King          | Austin Spurs             |